# Draba dedeana
Draba dedeana es una especie de planta fanerógama de la familia de las brasicáceas.

## Descripción
Es una hierba vivaz que cubre con forma de césped (cespitosa) almohadillado (pulviniforme). Tiene tallos simples con pelos largos (vilosos) desprovistos de hojas (escaposos) que concluyen en su ápice en racimos en forma de corimbo. Las hojas se agrupan en rosetas basales densas, y son enteras, lineares o linear-lanceoladas, con el margen ciliado. Pétalos blancos, sépalos vilosos. 6 estambres.

## Hábitat
Coloniza las fisuras calizas de montaña, a partir de 650 m de altura. Florece entre marzo y mayo.

## Distribución
Es una planta endémica de España, que crece en las comunidades y provincias de Asturias, Cantabria, País Vasco, Navarra, León, Palencia, Burgos, Logroño, Zaragoza, Segovia, Soria, Guadalajara, Teruel y Cuenca. 

## Taxonomía
Draba dedeana fue descrito por Boiss. & Reut.  y publicado en Voyage botanique dans le midi de l'Espagne 2: 718. 1844.
Citología
Número de cromosomas de Draba dedeana (Fam. Cruciferae) y táxones infraespecíficos:  n=16
Etimología
Ver: Draba, Etimología
Sinonimia
- Draba cantabrica Willk.
- Draba dedeana subsp. dedeana Boiss. & Reut.
- Draba dedeana subsp. mawii (Hook.f.) Romo
- Draba dedeana subsp. zapateri (Willk.) Rivas Mart. & al.
- Draba hispanica subsp. zapateri (Willk.) Malag.
- Draba mawii Hook.f.
- Draba zapateri Willk.
- Drabella dedeana (Boiss. & Reut.) Bubani[5]